# Salado
Salado é uma Região censo-designada localizada no estado norte-americano de Texas, no Condado de Bell.

## Demografia
Segundo o censo norte-americano de 2000, a sua população era de 3475 habitantes.

## Geografia
De acordo com o United States Census Bureau tem uma área de
44,1 km², dos quais 44,1 km² cobertos por terra e 0,0 km² cobertos por água. Salado localiza-se a aproximadamente 183 m acima do nível do mar.

## Localidades na vizinhança
O diagrama seguinte representa as localidades num raio de 20 km ao redor de Salado.